# Ioánnis Kharalambópoulos
Ioánnis Kharalambópoulos (grec moderne : Ιωάννης Χαραλαμπόπουλος), né le 10 février 1919 à Psari, dans l'actuel dème d'Œchalie (Péloponnèse), et mort le 16 octobre 2014, est un officier puis un homme politique grec, membre du PASOK. Il a été ministre à deux reprises et vice-Premier ministre.

## Biographie

### Carrière militaire
Issu d'une famille de militaires, il étudie à l'école des Évelpides, l'école de l'armée grecque et termine ses études à l'université de Greenwich (Woolwich Polytechnic) après la Seconde Guerre mondiale. Pendant la guerre, il commande une unité d'infanterie qui participe à la guerre italo-grecque, puis aux campagnes d'Afrique, du Moyen-Orient et de Méditerranée.

### Carrière politique
Il quitte l'armée en 1963 avec le grade de colonel et s'engage en politique. En 1963, puis en 1964, il est élu au Parlement comme représentant de la Messénie pour l'Union du centre.
Pendant la dictature des colonels (1967-1974), il s'oppose à la junte militaire et fonde la Mouvement démocratique de résistance nationale. Il est condamné à trois ans d'exil intérieur.
Au retour de la démocratie, en 1974, il est l'un des cofondateurs du Mouvement socialiste panhellénique (PASOK). Il est élu député de 1974 à 2000.
Le 1er janvier 1981, la Grèce entre dans la Communauté économique européenne et il fait partie des députés européens provisoires, nommés en attendant les élections européennes d'octobre. Le 21 octobre, il est nommé ministre des Affaires étrangères dans le gouvernement d'Andréas Papandréou, poste qu'il conserve jusqu'au 26 juillet 1985.
Il obtient ensuite le poste honorifique de vice-Premier ministre, auquel s'ajoute le portefeuille de la Défense à partir du 25 avril 1986. Il demeure ministre de la Défense jusqu'au 2 juillet 1989.